# Gnomidolon fuchsi
Gnomidolon fuchsi är en skalbaggsart som beskrevs av Martins 1971. Gnomidolon fuchsi ingår i släktet Gnomidolon och familjen långhorningar. Inga underarter finns listade i Catalogue of Life.